# مقاطعة كوتشيتشينغ (مينيسوتا)
مقاطعة كوتشيتشينغ (بالإنجليزية: Koochiching County)‏ هي إحدى مقاطعات ولاية مينيسوتا في الولايات المتحدة الأمريكية.